# Bundessteuerblatt
Das Bundessteuerblatt (BStBl) wird vom deutschen Bundesministerium der Finanzen herausgegeben. Es erschien 1951 bis 2021 im Stollfuß-Verlag; seit 2021 wird es von der Firma STOTaX, Bonn vertrieben und erscheint in zwangloser Folge derzeit ca. zweimal im Monat.
Es gliedert sich heute in zwei Teile:
- Teil I – Steuerliche Rechtsvorschriften und Verwaltungsanweisungen des Bundesministeriums der Finanzen und der obersten Finanzbehörden der Länder. Werden Einsprüche durch Allgemeinverfügung zurückgewiesen (§ 367 Absatz 2b AO), sind die Allgemeinverfügungen auch im Teil I zu veröffentlichen.

- Teil II – Vom Bundesministerium der Finanzen ausgewählte Entscheidungen des Bundesfinanzhofs. Daneben werden in Einzelfällen auch Entscheidungen des Bundesverfassungsgerichts und des Europäischen Gerichtshofs veröffentlicht, soweit diese für die Besteuerung von Bedeutung sind. Durch die Veröffentlichung von Urteilen und Beschlüssen des BFH im Bundessteuerblatt weist der Bundesfinanzminister die obersten Finanzbehörden der Länder an, diese Entscheidungen in vergleichbaren Fällen anzuwenden.[2] Die obersten Finanzbehörden der Länder haben durch entsprechende Erlasse ihre jeweils nachgeordneten Finanzämter angewiesen, die im Teil II veröffentlichten Entscheidungen allgemein anzuwenden. Dies ist deshalb wichtig, weil dem deutschen Rechtssystem bindende Präjudizien grundsätzlich fremd sind. Das heißt, eine im Verfahren vor dem BFH ergangene Entscheidung bindet gemäß § 110 Abs. 1 FGO grundsätzlich nur die Parteien des konkreten Rechtsstreits (inter partes). Andere Steuerpflichtige und Finanzämter sind in vergleichbaren Fällen, ebenso wie die Finanzgerichte, grundsätzlich nicht daran gebunden. Durch die Veröffentlichung im BStBl Teil II werden jedoch alle Finanzämter verpflichtend angewiesen, die Entscheidung in vergleichbaren Fällen anzuwenden. Dies bindet Steuerpflichtige und Finanzgerichte de jure zwar nicht. Aufgrund der Veröffentlichung im Teil II bindet sich die Verwaltung jedoch im Wege einer vorweggenommenen Verwaltungsübung selbst, und über den allgemeinen Gleichbehandlungsgrundsatz nach Art. 3 Absatz 1 GG kann sich ein Steuerpflichtiger darauf berufen. Gelegentlich werden Entscheidungen – dann jedoch im Teil I – mit einem Nichtanwendungserlass veröffentlicht. Dieser weist die Finanzbehörden an, eine Entscheidung des Bundesfinanzhofs über den konkreten Einzelfall hinaus nicht anzuwenden.[3]

Von 1951 bis 1967 wurden die steuerlichen Rechtsvorschriften und Verwaltungsvorschriften des Bundes in Teil I, die der Länder in Teil II und die zur Veröffentlichung bestimmten Entscheidungen des Bundesfinanzhofes in Teil III veröffentlicht.
Am 19. Dezember 2024 veröffentlichte FragDenStaat kostenlos alle Ausgaben des Teils I des Bundessteuerblatts seit 1992 zusammen mit den Ausgaben des Verkehrsblatts und den Nachrichten für Luftfahrer.